# Herri Torrontegui
Francisco Javier Torrontegui Arribas, Herri Torrontegui (Górliz, 19 de abril de 1967) es un expiloto español de motociclismo. Su mejor posición en el Campeonato Mundial de Motociclismo fue la 4.ª posición en 1989.

## Biografía
Último de siete hermanos, Torrontegui inició la carrera de piloto a los nueve años disputando carreras de trial, pasando al poco tiempo a la velocidad.
Piloto muy versátil podía pasar de los 80cc a los 750 cc, debutó en el campeonato del mundo en 1985, sin obtener ni un punto. En 1987 corrió la última prueba del Campeonato de Europa de 80 cc con una Derbi del equipo de la RFME apoyando a Julián Miralles y Àlex Crivillé en su lucha por el campeonato, terminando segundo tras el valenciano.
Su mejor temporada fue 1989, en la que fue cuarto de la clasificación de 80 cc con dos victorias en el Gran Premio de España y el Gran Premio de Checoslovaquia, luchando incluso por el campeonato, y campeón español de Superbike. En 1990, Torrontegui corrió con una Honda RS 125 R oficial esponsorizada por Repsol, después de haber rechazado una oferta de Derbi para correr en el octavo de litro.
En 1992 fue fichado por Suzuki como piloto oficial en 250 cc, sustituyendo a Wilco Zeelenberg. El piloto vasco siguió corriendo para la escudería japonesa hasta el GP de San Marino 1991, terminando undécimo.
de vuelta a 125, Torrontegui corrió en el Mundo hasta el final de la temporada 1996, y poco después vence el campeonato español de velocidad de 1997spagnolo en la categoría de Supersport con la Ducati 748, tomando parte en otro GP de Albacete del Campeonato Mundial de Supersport.
De 2007 a 2011 fue el mánager del piloto bilbaíno Efrén Vázquez en el mundial de 125 c.c.

## Resultados en el Campeonato del Mundo
Sistema de puntuación desde 1969 hasta 1987:
| Posición | 1.º | 2.º | 3.º | 4.º | 5.º | 6.º | 7.º | 8.º | 9.º | 10.º |
| Puntos   | 15  | 12  | 10  | 8   | 6   | 5   | 4   | 3   | 2   | 1    |

Sistema de puntuación desde 1988 hasta 1991:
| Posición | 1.º | 2.º | 3.º | 4.º | 5.º | 6.º | 7.º | 8.º | 9.º | 10.º | 11.º | 12.º | 13.º | 14.º | 15.º |
| Puntos   | 20  | 17  | 15  | 13  | 11  | 10  | 9   | 8   | 7   | 6    | 5    | 4    | 3    | 2    | 1    |

Sistema de puntuación en 1992:
| Posición | 1.º | 2.º | 3.º | 4.º | 5.º | 6.º | 7.º | 8.º | 9.º | 10.º |
| Puntos   | 20  | 15  | 12  | 10  | 8   | 6   | 4   | 3   | 2   | 1    |

Sistema de puntuación de 1993 hasta 2022:
| Posición | 1.º | 2.º | 3.º | 4.º | 5.º | 6.º | 7.º | 8.º | 9.º | 10.º | 11.º | 12.º | 13.º | 14.º | 15.º |
| Puntos   | 25  | 20  | 16  | 13  | 11  | 10  | 9   | 8   | 7   | 6    | 5    | 4    | 3    | 2    | 1    |

### Carreras por año
(Carreras en negrita indica pole position, carreras en cursiva indica vuelta rápida)
| Año  | Cat.   | Moto              | 1       | 2       | 3       | 4       | 5       | 6       | 7       | 8       | 9       | 10      | 11      | 12     | 13      | 14      | 15     | Pts. | Pos. |
| ---- | ------ | ----------------- | ------- | ------- | ------- | ------- | ------- | ------- | ------- | ------- | ------- | ------- | ------- | ------ | ------- | ------- | ------ | ---- | ---- |
| 1985 | 80 cc  | Ringhini y Autisa |         | ESP DNQ | ALE DNQ | NAC 22  |         | YUG 23  | NED 20  |         | FRA 19  |         |         | RSM 11 |         |         |        | 0    | -    |
| 1986 | 80 cc  | Autisa            | ESP DNS | NAC -   | ALE -   | AUT Ret | YUG 25  | NED 12  |         |         | GBR 13  |         | RSM 10  | BWU -  |         |         |        | 1    | 24.º |
| 1987 | 80 cc  | JJ Cobas          |         | ESP 12  | ALE Ret | NAC Ret | AUT 20  | YUG 22  | NED DNQ |         | GBR Ret |         | CHE Ret | RSM 9  | POR 10  |         |        | 3    | 22.º |
| 1988 | 80 cc  | Autisa            | ESP 6   | EXP Ret | NAC Ret | ALE Ret |         | NED 5   |         | YUG 9   |         |         |         | CHE 18 |         |         |        | 28   | 11.º |
| 1989 | 80 cc  | Krauser           |         |         |         | ESP 1   | NAC 3   | ALE 3   |         | YUG DSQ | NED 11  |         |         |        |         | CHE 1   |        | 28   | 11.º |
| 1989 | 125 cc | Honda             | JAP Ret | AUS Ret |         | ESP 9   | NAC 12  | ALE -   | AUT -   |         | NED 24  | BEL DNQ | FRA Ret | GBR 19 | SUE 14  | CHE -   |        | 13   | 25.º |
| 1990 | 125 cc | JJ Cobas          | JAP NP  |         | ESP 26  | ESP DNQ | ALE 13  | AUT 11  | YUG DNQ | NED -   | BEL -   | FRA DNQ | GBR 10  | SUE 19 | CHE -   | HUN Ret |        | 14   | 25.º |
| 1991 | 125 cc | JJ Cobas y Honda  | JAP Ret | AUS 18  |         | ESP 12  | ITA Ret | ALE 18  | AUT 18  | EUR 8   | NED -   | FRA -   | GBR -   | RSM -  | CHE -   |         | MAL -  | 12   | 24.º |
| 1991 | 250 cc | Aprilia y Suzuki  | JAP -   |         | AUS -   | ESP -   | ITA -   | ALE -   | AUT -   | EUR -   | NED Ret | FRA 23  | GBR 13  | RSM 11 | CHE Ret | MAL Ret | MAL -  | 8    | 25.º |
| 1992 | 250 cc | Suzuki            | JAP 11  | AUS 12  | MAL 14  | ESP 13  | ITA 13  | EUR Ret | ALE 8   | NED Ret | HUN 10  | FRA 8   | GBR 10  | BRA 15 | RSA 8   |         |        | 8    | 25.º |
| 1993 | 125 cc | Aprilia           | AUS 3   | MAL 9   | JAP 11  | ESP 4   | AUT 11  | ALE 15  | NED 14  | EUR 4   | RSM Ret | GBR 16  | CZE 13  | ITA 17 | USA Ret | FIM Ret |        | 65   | 9.º  |
| 1994 | 125 cc | Aprilia           | AUS 8   | MAL 9   | JAP 8   | ESP 3   | AUT 14  | ALE Ret | NED 6   | ITA 13  | FRA 8   | GBR 5   | CZE Ret | USA NP | ARG -   | EUR Ret |        | 73   | 10.º |
| 1995 | 125 cc | Honda             | AUS Ret | MAL 4   | JAP 9   | ESP 10  | ALE Ret | ITA Ret | NED 6   | FRA 10  | GBR 12  | CZE 12  | RIO 4   | ARG 6  | EUR Ret |         |        | 66,5 | 11.º |
| 1996 | 125 cc | Honda             | MAL -   | IDN -   | JAP -   | ESP 20  | ITA Ret | FRA 14  | NED 10  | ALE 21  | GBR 15  | AUT 13  | CZE 19  | IMO 15 | CAT 12  | RIO Ret | AUS 15 | 18   | 20.º |